# Lionel Cali
Pour les articles homonymes, voir Cali (homonymie).
Lionel Cali, né le 22 juillet 1985 à Toulon (Var) est un sportif de haut niveau dans le domaine du kick-boxing.

## Biographie
Il découvre la boxe à ses 8 ans et commence les compétitions en amateur dès ses 14 ans. Il remporte son premier combat professionnel à ses 16 ans au "choc des gladiateurs" organisé par son entraîneur, Marc Notari.
Il est 7 fois[réf. nécessaire] champion de France en boxe américaine et vice-champion d'Europe 2008 de kick-boxing. Il a été interpellé par les gendarmes en 2009, et présenté à la justice. Il a été reconnu coupable et condamné à 18 mois de prison avec sursis.
Lionel Cali est champion de la coupe de France en 2018.